# Amenia (vợ của Horemheb)

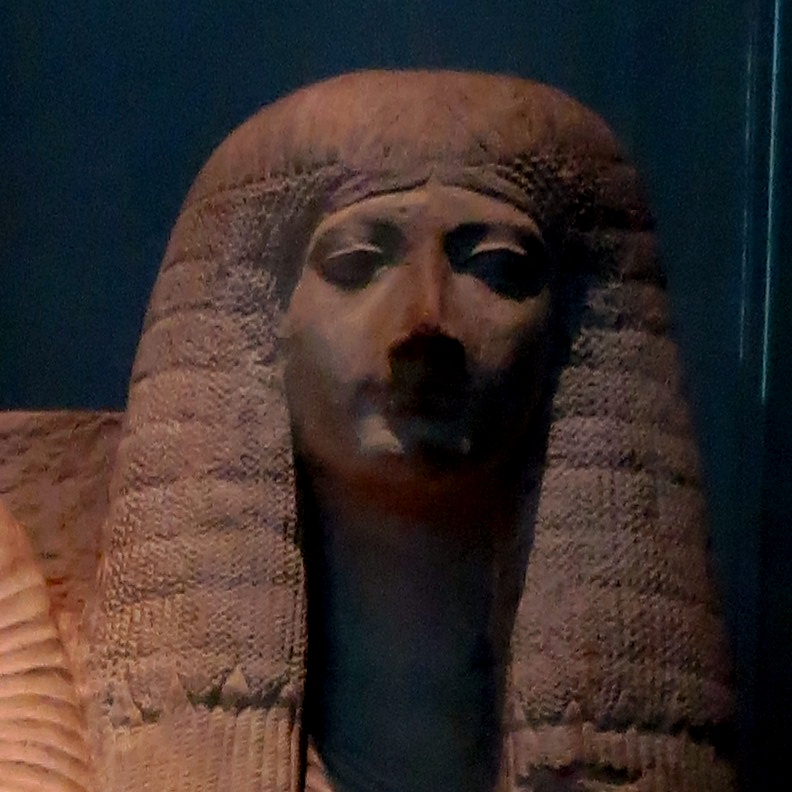
Amenia

Amenia là một phụ nữ quý tộc người Ai Cập, người vợ đầu tiên của Horemheb, người cai trị cuối cùng của Vương triều thứ mười tám.
Người ta biết rất ít về bà ấy, và bà ấy dường như đã chết trong triều đại của Ay  hoặc đầu triều đại Tutankhamun, trước khi Horemheb cai trị với tư cách là pharaoh.

## An táng
Amenia được chôn cất trong lăng mộ Memphite của Horemheb trong phòng thượng tầng ở buồng IV, cùng với người vợ thứ hai Mutnedjmet.
Amenia ở trong ngôi mộ trong cả chữ khắc và những bức tượng. Bà có thể được miêu tả trong một cảnh trong sân lớn của ngôi mộ, và trong một cảnh ở lối vào nhà nguyện chính. Bà được thể hiện trong các bức tượng với Horemheb được tìm thấy trong hai trong số các nhà nguyện của ngôi mộ. Các cột trong Sân thứ hai cho thấy tên của bà là Amenia và cho thấy bà là một Thánh nữ của Amun.

## Bảo tàng tượng đôi Anh EA 36
Vào năm 2009, người ta đã phát hiện ra rằng một bức tượng đôi chưa được xác định cho đến nay trong Bảo tàng Anh (EA 36) thực tế là một bức tượng của Horemheb và vợ Amenia. Bức tượng được Bảo tàng Anh mua lại vào năm 1837 từ bộ sưu tập Anastasi. Bức tượng đôi có phần khác biệt so với các bức tượng khác ở chỗ người vợ được cho thấy đang nắm tay chồng bằng cả hai tay. Ba bàn tay siết chặt đã vỡ ra. Năm 1976, ba bàn tay siết chặt đã được tìm thấy trong quá trình khai quật ngôi mộ của Horemheb. Vào năm 2009, một tấm thạch cao được làm bằng hai bàn tay nắm chặt và khuôn đã được sử dụng để cho thấy nó là một kết hợp hoàn hảo cho bức tượng đôi của Bảo tàng Anh, qua đó cho thấy bức tượng được liên kết với lăng mộ Saqqara của Horemheb.